# Berberis brandisiana
Berberis brandisiana är en berberisväxtart som beskrevs av Ahrendt. Berberis brandisiana ingår i släktet berberisar, och familjen berberisväxter. Inga underarter finns listade i Catalogue of Life.